# 拜什艾日克镇
拜什艾日克镇，是中华人民共和国新疆维吾尔自治区阿克苏地区阿瓦提县下辖的一个乡镇级行政单位。

## 行政区划
拜什艾日克镇下辖以下地区：
玉斯屯克库木艾日克村、索克满村、托万克库木艾日克村、库木霍依拉村、玉斯屯克墩克希拉克村、托万克墩克希拉克村、玉斯屯克塔勒克村、苏格其村、昆其宋村、玉斯屯克拜什艾日克村、托万克拜什艾日克村、海力派宋村、恰特喀勒克村、喀什贝希村、玉斯屯克霍加巴斯喀克村、托万克霍加巴斯喀克村、依尔玛村、苏格其喀拉塔勒村、托万克墩博依村、喀勒台宋村、博斯坦村、仓村、玉斯屯克依麻木帕夏村、托万克依麻木帕夏村、阿布迪尔曼村、夏喀勒村和塔勒克村。